# Antti-Jussi Kemppainen
Antti-Jussi Kemppainen (Kuusamo, 21 luglio 1989) è uno sciatore freestyle finlandese.

## Biografia
Ha debuttato in Coppa del Mondo il 15 gennaio 2006 a Les Contamines e conquistato il suo primo risultato di rilievo ai Mondiali juniores di Airolo 2007, dove si è aggiudicato la medaglia d'argento in halfpipe. Ha ottenuto il primo podio il 23 febbraio 2007 a Apex (2º) e la prima vittoria il 17 agosto 2013 a Cardrona, entrambi nell'halfpipe.
In carriera ha partecipato a un'edizione dei Giochi olimpici invernali, Soči 2014 (8º nell'halfpipe), e a quattro dei Campionati mondiali (5º nell'halfpipe a Oslo-Tryvann 2013 il miglior risultato).

## Palmarès

### Mondiali juniores
- 1 medaglia:
  - 1 argento (in halfpipe Airolo 2007).

### Coppa del Mondo
- Miglior piazzamento in classifica generale: 34º nel 2014
- 4 podi:
  - 1 vittoria
  - 3 secondi posti

#### Coppa del Mondo - vittorie
| Data          | Luogo    | Paese         | Disciplina |
| ------------- | -------- | ------------- | ---------- |
| 7 agosto 2013 | Cardrona | Nuova Zelanda | HP         |

Legenda:

HP = halfpipe